# Championnat d'Angleterre de football 1973-1974
Navigation
Édition précédente Édition suivante
La 75e édition du championnat d'Angleterre de football est remportée par Leeds United. Le club de Leeds finit cinq points devant Liverpool FC et gagne son second titre de champion d'Angleterre.
Leeds United se qualifie pour la Coupe des clubs champions en tant que champion d'Angleterre. Liverpool, vainqueur de la coupe se qualifie pour la Coupe des vainqueurs de coupe. Derby County, Ipswich Town et Stoke City se qualifient pour la Coupe UEFA au titre de leur classement en championnat. Wolverhampton Wanderers les accompagne en Coupe UEFA comme vainqueur de la Coupe de la ligue anglaise de football.
Le système de promotion/relégation est modifié : descente et montée automatique, sans matchs de barrage pour les trois derniers de première division, au lieu de deux, et les trois premiers de deuxième division. À la fin de la saison, Norwich City, Manchester United et Southampton FC sont relégués en deuxième division. Ils sont remplacés par Middlesbrough FC, Luton Town et Carlisle United.
L'attaquant anglais Mick Channon, de Southampton FC, remporte le titre de meilleur buteur du championnat avec 21 réalisations.

## Les clubs de l'édition 1973-1974
| Club                                  | Ville               |
| ------------------------------------- | ------------------- |
| Arsenal Football Club                 | Londres             |
| Birmingham City Football Club         | Birmingham          |
| Burnley Football Club                 | Burnley             |
| Chelsea Football Club                 | Londres             |
| Coventry City Football Club           | Coventry            |
| Derby County Football Club            | Derby               |
| Everton Football Club                 | Liverpool           |
| Ipswich Town Football Club            | Ipswich             |
| Leeds United Football Club            | Leeds               |
| Leicester City Football Club          | Leicester           |
| Liverpool Football Club               | Liverpool           |
| Manchester City Football Club         | Manchester          |
| Manchester United Football Club       | Manchester          |
| Newcastle United Football Club        | Newcastle upon Tyne |
| Norwich City Football Club            | Norwich             |
| Queens Park Rangers Football Club     | Londres             |
| Sheffield United Football Club        | Sheffield           |
| Southampton Football Club             | Southampton         |
| Stoke City Football Club              | Stoke-on-Trent      |
| Tottenham Hotspur Football Club       | Londres             |
| Wolverhampton Wanderers Football Club | Wolverhampton       |
| West Ham United Football Club         | Londres             |

## Classement
| Rang | Équipe                  | Pts | J  | G  | N  | P  | Bp | Bc | Diff |
| ---- | ----------------------- | --- | -- | -- | -- | -- | -- | -- | ---- |
| 1    | Leeds United            | 62  | 42 | 24 | 14 | 4  | 66 | 31 | +35  |
| 2    | Liverpool               | 57  | 42 | 22 | 13 | 7  | 52 | 31 | +21  |
| 3    | Derby County            | 48  | 42 | 17 | 14 | 11 | 52 | 42 | +10  |
| 4    | Ipswich Town            | 47  | 42 | 18 | 11 | 13 | 67 | 58 | +9   |
| 5    | Stoke City              | 46  | 42 | 15 | 16 | 11 | 54 | 42 | +12  |
| 6    | Burnley                 | 46  | 42 | 16 | 14 | 12 | 56 | 53 | +3   |
| 7    | Everton                 | 44  | 42 | 16 | 12 | 14 | 52 | 48 | +4   |
| 8    | Queens Park Rangers     | 43  | 42 | 13 | 17 | 12 | 56 | 52 | +4   |
| 9    | Leicester City          | 42  | 42 | 13 | 16 | 13 | 51 | 41 | +10  |
| 10   | Arsenal                 | 42  | 42 | 14 | 14 | 14 | 49 | 51 | -2   |
| 11   | Tottenham Hotspur       | 42  | 42 | 14 | 14 | 14 | 45 | 50 | -5   |
| 12   | Wolverhampton Wanderers | 41  | 42 | 13 | 15 | 14 | 49 | 49 | 0    |
| 13   | Sheffield United        | 40  | 42 | 14 | 12 | 16 | 44 | 49 | -5   |
| 14   | Manchester City         | 40  | 42 | 12 | 15 | 15 | 39 | 46 | -7   |
| 15   | Newcastle United        | 38  | 42 | 13 | 12 | 17 | 49 | 48 | +1   |
| 16   | Coventry City           | 38  | 42 | 14 | 10 | 18 | 43 | 54 | -11  |
| 17   | Chelsea                 | 37  | 42 | 12 | 13 | 17 | 56 | 60 | -4   |
| 18   | West Ham United         | 37  | 42 | 11 | 15 | 16 | 55 | 60 | -5   |
| 19   | Birmingham City         | 37  | 42 | 12 | 13 | 17 | 52 | 64 | -12  |
| 20   | Southampton             | 36  | 42 | 11 | 14 | 17 | 47 | 68 | -21  |
| 21   | Manchester United       | 32  | 42 | 10 | 12 | 20 | 38 | 48 | -10  |
| 22   | Norwich City            | 29  | 42 | 7  | 15 | 20 | 37 | 62 | -25  |

|  | Champion d'Angleterre |
|  | Relégation            |

## Affluences
| #  | Club                    | Stade            | Affluence moyenne sur la saison | Variation |
| -- | ----------------------- | ---------------- | ------------------------------- | --------- |
| 1  | Manchester United       | Old Trafford     | 42 712                          | - 12,2    |
| 2  | Liverpool FC            | Anfield          | 42 332                          | - 12 %    |
| 3  | Leeds United            | Elland Road      | 38 666                          | + 7,9 %   |
| 4  | Everton FC              | Goodison Park    | 35 351                          | + 13,2 %  |
| 5  | Birmingham City         | St Andrew's      | 33 048                          | - 9,9 %   |
| 6  | Newcastle United        | St James' Park   | 32 861                          | + 17,6 %  |
| 7  | Manchester City         | Maine Road       | 30 756                          | - 4,9 %   |
| 8  | Arsenal FC              | Highbury         | 30 212                          | - 6,3 %   |
| 9  | West Ham United         | Upton Park       | 28 394                          | - 5,9 %   |
| 10 | Derby County            | Baseball Ground  | 27 788                          | - 6,6 %   |
| 11 | Tottenham Hotspur       | White Hart Lane  | 26 124                          | - 19,2 %  |
| 12 | Chelsea FC              | Stamford Bridge  | 25 983                          | - 12,6 %  |
| 13 | Wolverhampton Wanderers | Molineux Stadium | 25 609                          | + 4,9 %   |
| 14 | Leicester City          | Filbert Street   | 24 825                          | + 9,3 %   |
| 15 | Coventry City           | Highfield Road   | 23 280                          | - 5,5 %   |
| 16 | Norwich City            | Carrow Road      | 23 023                          | - 19 %    |
| 17 | Sheffield United        | Bramall Lane     | 22 917                          | - 2,5 %   |
| 18 | Queens Park Rangers     | Loftus Road      | 22 867                          | D2        |
| 19 | Ipswich Town            | Portman Road     | 22 381                          | + 0,6 %   |
| 20 | Stoke City              | Victoria Ground  | 21 587                          | - 9,3 %   |
| 21 | Southampton             | The Dell         | 21 128                          | + 16,6 %  |
| 22 | Burnley                 | Turf Moor        | 20 634                          | D2        |

## Bilan de la saison
| Tableau d'Honneur                          |                         |
| Compétition                                | Vainqueur               |
| Championnat d'Angleterre de football       | Leeds United            |
| Coupe d'Angleterre de football             | Liverpool               |
| Coupe de la Ligue d’Angleterre de football | Wolverhampton Wanderers |
| Charity Shield                             | Burnley                 |

| Promotions et relégations |                                               |
| Promus                    | Middlesbrough FC Luton Town Carlisle United   |
| Relégués                  | Norwich City Manchester United Southampton FC |

## Meilleur buteur
Avec 21 buts, Mick Channon, attaquant anglais qui joue à Southampton, remporte son unique titre de meilleur buteur du championnat.